# Інтерднестрком
СЗАТ «Інтердністрком» (Спільне Закрите Акціонерне Товариство «Інтердністрком») — телекомунікаційна компанія, що надає послуги на території  Придністровської Молдавської Республіки.
 
Надає послуги фіксованого дротового, фіксованого бездротового та мобільного зв'язку, а також послуги з дротової та бездротової передачі даних (Інтернет), телебачення під єдиним брендом англ. IDC.
Станом на вересень 2018 року компанія обслуговує близько 333 тисяч абонентів мобільного зв'язку, понад 110 тисяч абонентів послуг широкосмугового доступу до мережі Інтернет, близько 189 тисяч абонентів дротової телефонії, 216 тисяч абонентів телевізійних послуг.

## Власники та керівництво
Засновниками та власниками СЗАТ «Інтердністрком» є Гушан, Віктор Анатолійович Віктор Анатолійович Гушан та Ілля Михайлович Казмали, які також володіють українською телекомунікаційною компанією Інтертелеком та придністровським холдингом «Шериф».
Генеральний директор компанії — Сергій Миколайович Ганжа.

## Фіксований зв'язок

### Фіксований провідний зв'язок
Фіксований дротовий зв'язок надається фізичним та юридичним особам за наявності технічної можливості.

### Фіксований бездротовий зв'язок
Фіксований бездротовий зв'язок надається в деяких населених пунктах ПМР за допомогою стандарту CDMA. Спочатку фіксовані номери бездротових телефонів мали власну нумерацію в коді +373562ххххх. З 2009 року всі абоненти фіксованої бездротової мережі були прирівняні до абонентів провідної мережі, і замість коду 562 отримали відповідні коди, залежно від населеного пункту (+373533ххххх, +373557ххххх, …).

## Мобільний зв'язок
Інтердністрком є єдиною компанією, яка має ліцензію на надання послуг мобільного зв'язку в Придністровській Молдавській Республіці, виданій владою цієї республіки. Послуги мобільного зв'язку надає у стандарті CDMA в діапазонах частот - 450 / 800 / 850 / 1900 МГц. Зона обслуговування абонентів мобільного зв'язку IDC є більша частина Придністровської Молдавської Республіки і прилеглі до її кордонів території. Мережа Інтердністрком працює за двома технологіями стандарту CDMA — 1x і CDMA2000 EV-DO REV.A. 20 грудня 2018 року компанія відкрила для своїх абонентів мережу VoLTE. Територія покриття кожної з технологій є різною. Також у компанії «Інтердністрком» у співпраці з українським, російським, латвійським мобільними операторами стандарту CDMA надає послугу двостороннього роумінга. Міжнародний роумінг надається абонентам стандарту CDMA, що обслуговуються в діапазоні частот 800 МГц на території України та 450 МГц на території інших країн.
Використовуваний стандарт мобільного зв'язку: CDMA, LTE та VoLTE.
У міжнародному форматі телефонні номери мобільного зв'язку IDC мають вигляд:
- +373774xxxxx — для терміналів у діапазоні 450 МГц
- +373775xxxxx
- +373777xxxxx
- +373778xxxxx
- +373779xxxxx
- +373776xxxxx — номери модемів 4G мережі
- +373562ххххх - номери фіксованої мережі

де + — спосіб виходу на міжнародну лінію, 373 — телефонний код Молдови; 77 — телефонний код мережі Інтердністрком; x — будь-яка можлива цифра. При наборі всередині Придністров'я з телефонних номерів, зареєстрованих у ПМР, замість +373 використовується 0.

## Інтернет

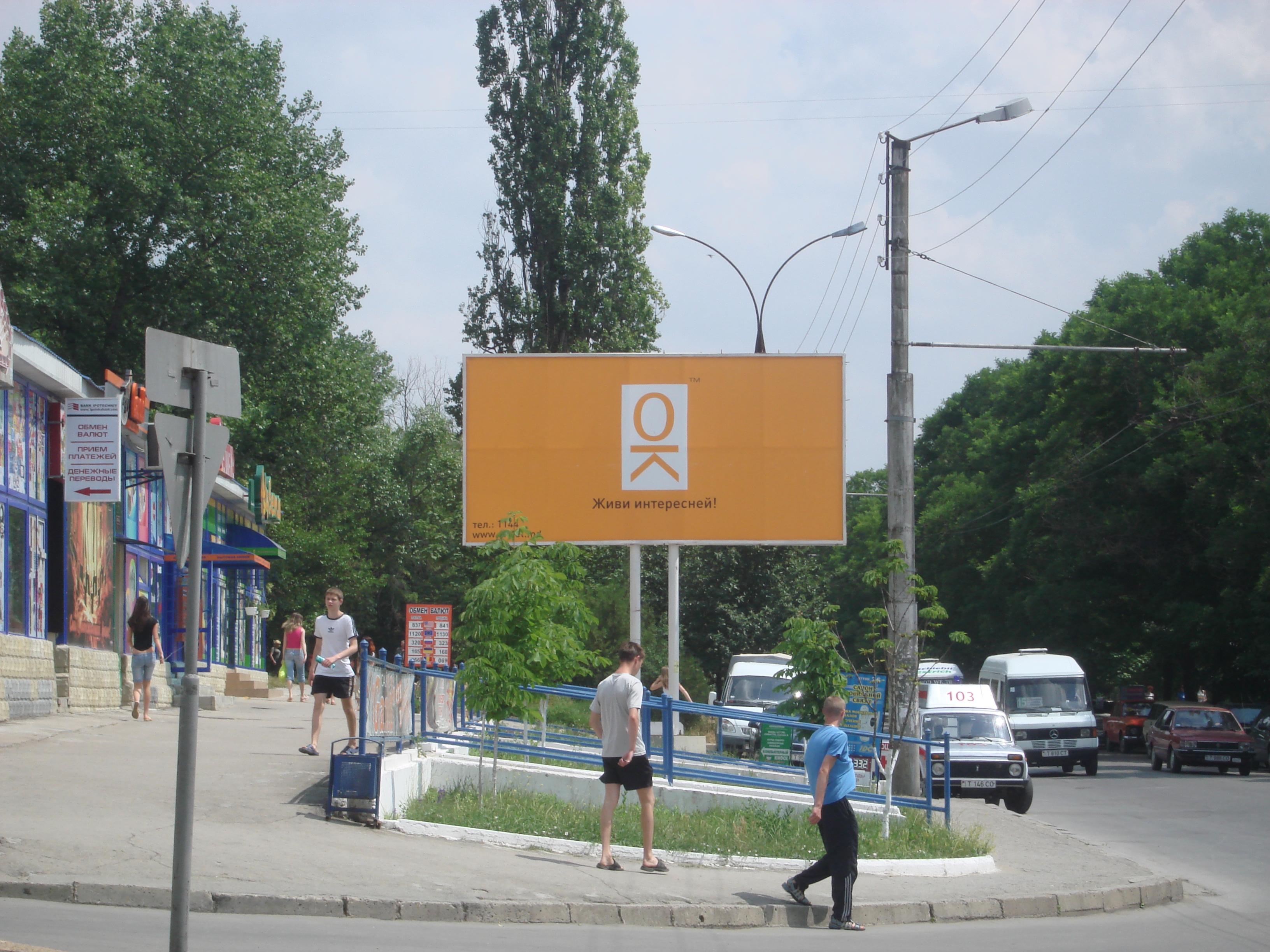
Стара реклама OK на вулиці Тірасполя

Спочатку послуги мережі інтернет компанія надавала під загальним брендом Інтердністрком. Потім, після поглинання регіонального оператора проводового зв'язку Транстелеком для надання послуг мережі інтернет була створена окрема торгова марка - OK.
Офіційний старт торгової марки ОК датується 16 січня 2007 року. Ця торгова марка мала також власне гасло — «Живи цікавіше!» та сайт www.oknet.md. Ця торгова марка проіснувала до 18 листопада 2009 року, після чого вона була інтегрована в вже існуючий бренд — IDC, і Інтердністрком усі послуги (включно з інтернетом) став надавати під цим єдиним брендом. Веб-сайт ліквідовано.
Раніше підключення до Інтернету надавалося за технологіями dial-up. З 10 січня 2011 року підключення та використання цих технологій для доступу до Інтернету припинено для всіх абонентів компанії. Базові технології: ADSL та Wi-Fi.
У 2004 році компанія створила сайт портал, призначений для розвантаження інтернет-трафіку.
Активними користувачами мобільного Інтернету 3G/4G у 2017 році можна вважати близько 130 тисяч Придністровців.

### Технічна інформація
Діапазон динамічних IP-адрес:
- 217.19.208.0 — 217.19.223.255
- 80.94.240.0 — 80.94.255.255
- 77.235.96.0 — 77.235.127.255
- 62.221.64.0 — 62.221.127.255
- 95.153.64.0 — 95.153.127.255
- 31.31.0.0 — 31.31.31.255
- 37.26.128.0 — 37.26.143.255
- 185.10.20.0 — 185.10.23.255
- 185.115.160.0 - 185.115.163.255
- 45.144.32.0 - 45.144.35.255

Пул ipv6
2A03:F680::/32
Сервери DNS:
- 10.211.0.1, 10.211.0.2, 10.211.0.5
- 217.19.208.18, 217.19.208.19, 217.19.213.226

Поштові сервери:
- Поштовий сервер SMTP: mail.idknet.com
- Поштовий сервер POP3: pop.idknet.com

### Оптико-волоконна технологія
З 2014 року в ПМР силами Інтердністркому почалася повальна інтернетизація за допомогою оптико-волоконного зв'язку. У Тирасполі приступили до підключення волоконно-оптичних ліній передачі не тільки в багатоповерхові будинки, але і в приватний сектор міста. В інших містах ПМР підключення до оптоволокна поки торкнулося лише багатоповерхових будинків (у порядку черговості, виходячи з кількості зареєстрованих користувачів Інтернету Інтернет-провайдера Інтердністркому). Кількість абонентів послуги «Інтернет з оптики» на вересень 2018 року перевищила 52 тисячі.
Ціни та якість послуг, що надаються, відрізняються від операторів України та Молдови, ціна в ряді пакетів вища, а швидкість нижча.

## Телебачення
Оператор надає послуги телебачення, серед яких: аналогове телебачення, цифрове телебачення та IPTV від IDC. З 220 тисяч абонентів послуг телебачення — близько 148,7 тисяч підключено до кабельного ТБ, в основному — формату DVB-C (на вересень 2019 року підключено 82 тисячі абонентів. До цифрового телебачення стандарту DVB-T2 на вересень 2018 року підключено понад 15 тисяч абонентів, програма для перегляду IPTV встановлена на 17 тисяч пристроїв.

## Служба підтримки
1198 — єдиний номер підтримки за всіма напрямками діяльності IDC з будь-якого мобільного або фіксованого телефону Придністровської Молдавської Республіки.

## Центри зв'язку
Всього IDC має 14 центрів зв'язку, розташованих у великих населених пунктах Придністровської Молдавської Республіки. 5 з них перебувають у Тирасполі, 1 у Рибниці, 1 у Бендерах, 1 у Кам'янці, 1 у Дубосарах, 1 у Григоріополі, 1 у Слободзії, 1 у Первомайську та 1 у Дністровську.

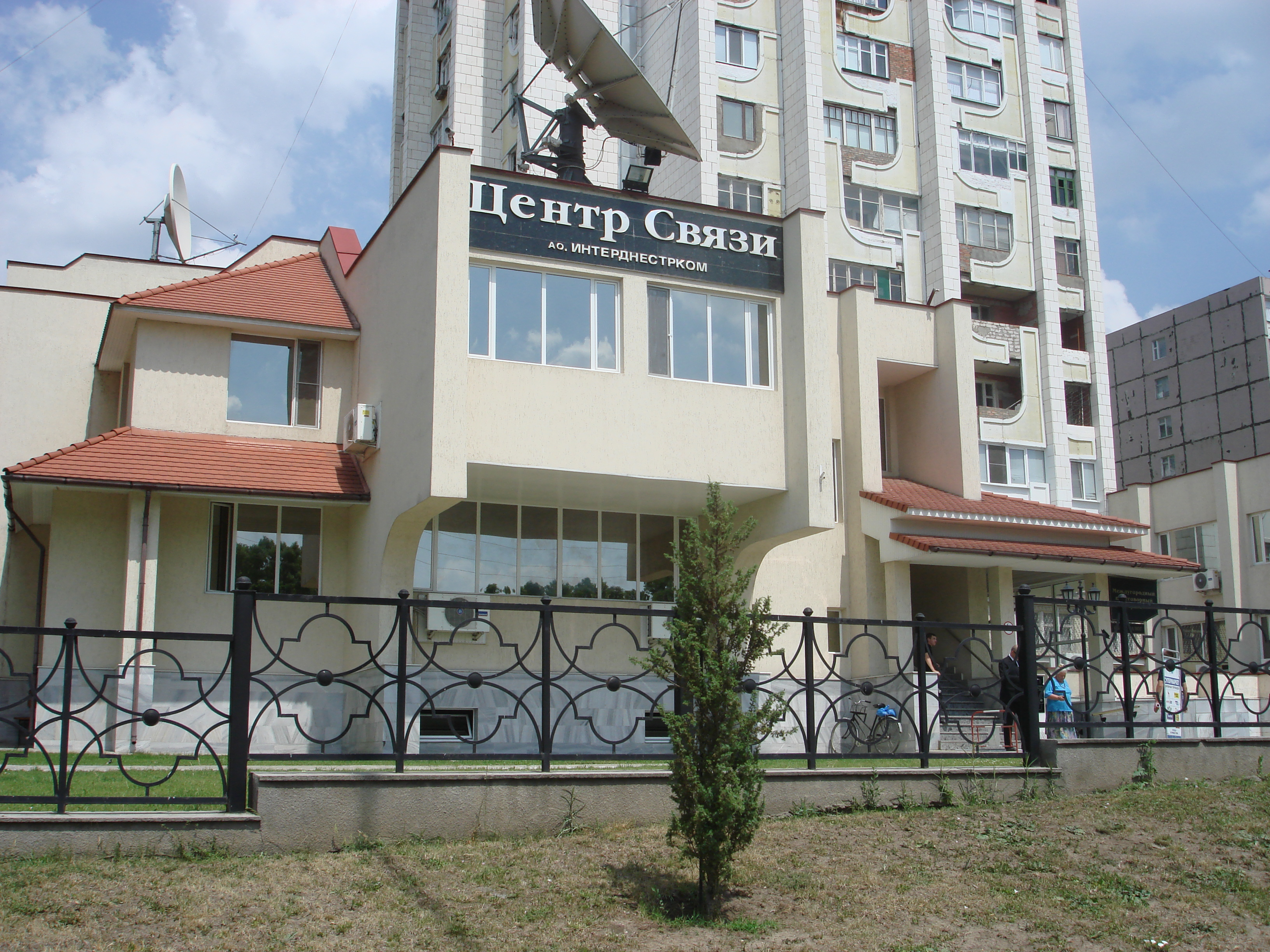
Центр зв'язку Інтердністрком у Тирасполі — на Балці
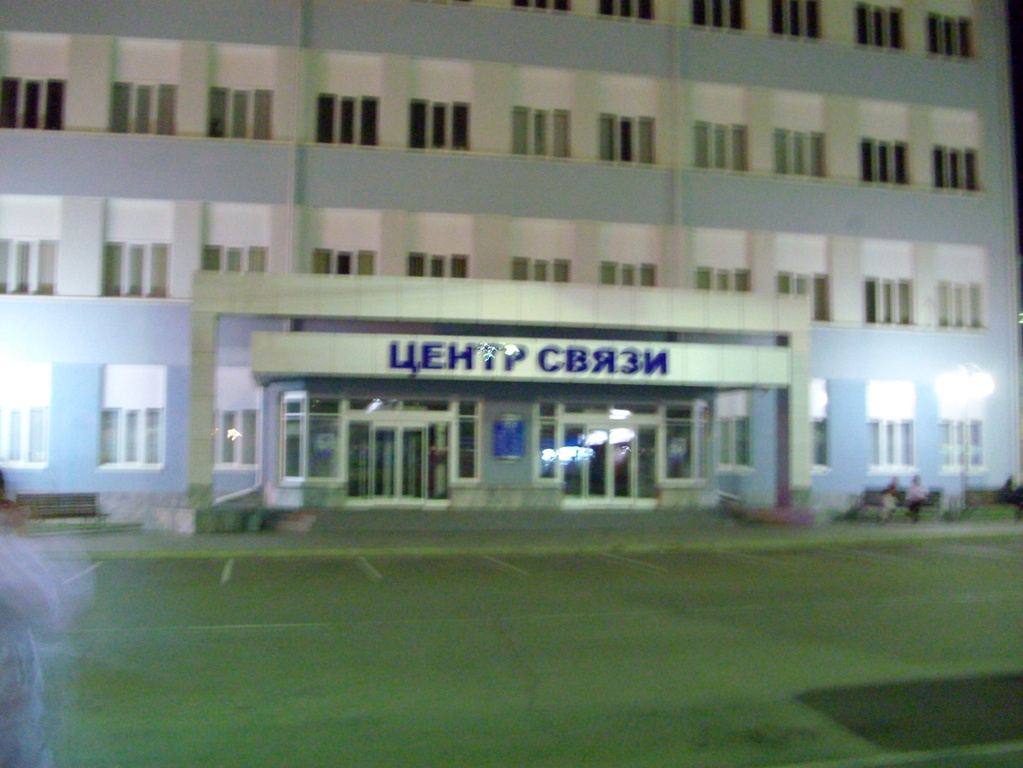
Центр зв'язку в Бендерах

## Критика
Абонентами Інтердністрком можуть стати громадяни Придністровської Молдавської Республіки або громадяни інших країн, без обов'язкової прописки на території Придністров'я.
З 6-7 листопада 2010 року деякі абоненти компанії стали відчувати проблеми з доступом до VoIP програм. В результаті, через день для всіх абонентів доступ повністю блокувався, і здійснити дзвінки за міжнародними напрямками за допомогою VoIP програм стало неможливо. .

## Див також
- Інтернет у Молдові